# Laura Selmhorst
Laura Maria Helena Selmhorst (voorheen Alberts) is een personage uit de langlopende Nederlandse soapserie Goede tijden, slechte tijden, dat debuteerde in de eerste aflevering van deze serie op 1 oktober 1990. De rol van Laura is altijd gespeeld door Jette van der Meij.

## Casting en creatie

### Casting
Het personage was aanvankelijk een Nederlandse bewerking van Louise Archer uit The Restless Years. Volgens de oorspronkelijke Australische scripts zou de rol van Laura enkel voor 90 afleveringen zijn.

### Karakterontwikkeling
Laura wordt neergezet als de Nederlandse huisvrouw, die regelmatig wordt belazerd door haar man. Maar door de seizoenen heen wordt Laura sterker en onafhankelijker. Zo heeft ze na haar scheiding met Dennis Alberts in 2004 mannen afgezworen. In 2005 krijgt ze nog gevoelens voor Guus Tuinman, maar dit loopt op niets uit wanneer hij zijn grote geheim verklapt. Daarna krijgt ze in 2008 weer gevoelens voor Robert, die niet beantwoord worden. Uiteindelijk raakt ze in 2010 verloofd met Rutger Goedhart, maar voor hem was alles in scène gezet. In 2018 krijgt Laura nog een korte relatie met Stanley, maar zij blijken toch te verschillend zijn. 
In 2020 krijgt Laura een relatie met Henk, de schoonvader van Julian Verduyn. Ze gaan samenwonen in het huis van Anton en Linda, die in seizoen 30 de serie verlieten. In seizoen 33 verlaat Laura het huis van de familie Bouwhuis en keert ze terug naar haar eigen huis om daar weer te gaan wonen. Hierbij keert het decor van haar huis na jarenlange afwezigheid terug in de serie. 
Na haar eerste vertrek in januari 1991 liet Van der Meij een schaar in haar lange lokken zetten en verfde ze haar haren van blond naar donkerrood. De producenten hadden hier geen bezwaar tegen toen ze haar terugvroegen, omdat ze het wel bij Laura vonden passen. In 1999 verfde Van der Meij haar haren donkerbruin, dit omdat Laura vanaf dat moment officieel als Laura Selmhorst door het leven ging en zo een nieuwe periode werd ingeluid. In 2003 verfde ze het speciaal voor de serie lichtblond om een nieuw tijdperk met Dennis Alberts en Sil Selmhorst aan te duiden. Voor de groepsfoto van de acteurs in 2003 droeg Van der Meij een bandana om zo haar blonde lokken nog geheim te houden. In 2007 en 2008 had Van der Meij lichtbruin haar, maar was een seizoen later alweer blond. Ook had ze in 2009 een wat korte coupe, maar liet ze haar haren daarna weer groeien. Vanaf 2021 heeft Laura weer lang bruin haar.

## Verhaallijnen
De verhaallijnen omtrent Laura Selmhorst werden in de beginjaren van de serie vooral gekenmerkt door het herhaaldelijke overspel van haar echtgenoot Robert Alberts en haar eigen drankgebruik. Aanvankelijk werkte Laura als advocaat, maar besloot op advies huisvrouw te worden. Later besluit ze zich toch weer actief als advocaat werkzaam te zijn en later probeerde ze op diverse andere manieren aan de kost te komen.

### Seizoen 1 (1990-1991)
In de eerste aflevering van GTST wordt reeds duidelijk dat het definitief over is tussen Laura en haar man Robert. Robert heeft Laura bedrogen met zijn secretaresse Stephanie Kreeft. Laura kan de scheiding moeilijk verwerken, en begint langzaamaan verslaafd te raken aan de alcohol. Arnie, de zoon van Laura en Robert, ziet niet hoe slecht het met zijn moeder gaat.
Als Peter Kelder in huis komt wonen, krijgen Laura en Peter een goede band. Arnie denkt dat de twee iets met elkaar hebben, maar Peter weet Arnie ervan te overtuigen dat er niets speelt tussen hem en zijn moeder en dat hij haar alleen helpt met het verwerken van de scheiding.
Laura krijgt opnieuw een zware schok te verwerken wanneer haar ex-man eist dat zij en Arnie verhuizen. Ze zegt dat ze haar huis nooit zal verlaten. Later ziet Robert in dat Stephanie alleen maar op zijn geld uit was. Hij keert met hangende pootjes bij Laura terug, maar zij is inmiddels een affaire met Daniël begonnen, die ze echter voor Robert graag weer beëindigt.
Kort daarop vertrekt Laura, zwanger van Lotje, met Robert naar de Verenigde Staten, waar hij een baan heeft geaccepteerd.

### Seizoen 2-3 (1991-1993)
In seizoen 2 gaat Arnie op bezoek bij zijn ouders. Het blijkt dat hun huwelijk nog steeds niet erg stabiel is. Later in het seizoen keert Laura terug naar Nederland, maar zonder Lotje, die volgens het Amerikaanse recht aan Robert is toegewezen. Later vertrekt Laura opnieuw naar Amerika en komt enige tijd later met Lotje terug in seizoen 3. In deze periode begint ze een verhouding met Roberts broer Jef, die eindigt nadat Robert door Arnie weer naar Nederland wordt gehaald en terugkeert in Meerdijk. Onder andere de dood van Lotje zorgt ervoor dat Robert en Laura zich weer met elkaar verzoenen.

### Seizoen 4-8 (1993-1998)
In seizoen 4 trouwen ze opnieuw, maar ook dit huwelijk blijft ups en downs kennen. Zo krijgt Robert nu een verhouding met zijn ex-schoondochter Linda Dekker. In een vlaag van woede duwt Laura Robert door een passpiegel, waarna ze diepe spijt krijgt. Laura wordt opgevangen door Roberts arts Tessel van Benthem, met wie ze op haar beurt een affaire krijgt. Enige tijd later stabiliseert de situatie tussen Robert en Laura weer, totdat Laura valt voor de charmes van Stan Nijholt. Arnie is inmiddels vermist geraakt in Zuid-Amerika. De vermissing van Arnie brengt Laura en Robert weer bij elkaar. Ondertussen hebben ze Julian Verduyn als hun pleegkind geadopteerd. Robert heeft daarna op zijn beurt een affaire met Mira Kramers. Hoewel ook deze verhouding op niets uitloopt, besluit Laura Robert opnieuw te verlaten en in de Verenigde Staten als advocaat te gaan werken.

### Seizoen 9-13 (1998-2002)
Wanneer Robert in de laatste aflevering van seizoen 8 wordt neergeschoten, gaat Julian Laura in de VS halen. Laura keert terug met Pete Jenssen, een moordenaar die zich uitgeeft voor Jefs zoon John. Robert en Laura komen een tijdlang weer nader tot elkaar.
Als Laura Robert ervan verdenkt vreemd te gaan met Mathilde, begint ze een verhouding met Philip van Alphen. Op dat moment is haar huwelijk met Robert voorgoed voorbij. Philip is een collega-advocaat van Laura, die haar eerst alleen maar avances maakt. Als later uitkomt dat Robert is vreemdgegaan met Bowien Galema, besluit Laura definitief van haar man te scheiden. Korte tijd later trekt Philip bij Laura in. Robert saboteert de remmen van Philips auto, zodat Philip zich bijna doodrijdt. Laura helpt met hulp van Mary Verstraete Robert aan een alibi, maar besluit tevens dat ze persoonlijk nooit meer iets met hem te maken wil hebben. Ook Laura's relatie met Philip loopt echter al gauw op de klippen. Philip raakt door Laura zwaargewond en ligt wekenlang in coma. Bang als ze is dat Philip zal sterven, vermoordt Laura eerst samen met Cleo de Wolf de enige mogelijke getuige, Mary, zodat alle sporen zijn uitgewist. Wanneer Philip later enigszins is hersteld, chanteert hij Laura eerst door te dreigen haar aan te klagen wegens poging tot moord. Als Philip even later voor korte tijd naar het buitenland vertrekt, breekt Laura in in de gemeentecomputer van Meerdijk, waar ze al Philips persoonlijke gegevens online uitwist.
Hierna beleeft Laura eerst een losbandige periode met Cleo. Later komt Laura tot inkeer en geeft zichzelf aan wegens de moord op Mary. Bij gebrek aan bewijs krijgt ze van de politie echter alleen huisarrest met een enkelband.
Laura krijgt enige tijd een verhouding met Dennis Tuinman, die later haar biologische zoon blijkt te zijn. Uit een onenightstand met Robert wordt Sil geboren.

### Seizoen 18-21 (2008-2010)
Nina Sanders, de dochter van Janine Elschot, wordt verkracht door de psychopaat René Meijer. De woedende Janine gaat de confrontatie met René aan in hotel De Rozenboom. Barbara Fischer, Dorothea Grantsaan en Laura controleren de hotelkamers. Ze betrappen René wanneer hij ook Janine probeert aan te randen en er ontstaat een gevecht tussen hem en de vrouwen. Het lijkt of René door Laura's toedoen om het leven komt, en ze besluiten het lijk te begraven in de tuin van De Rozenboom. Uiteindelijk blijkt René echter nog te leven en hij vermoordt Dorothea. René wil ook wraak op de drie andere vrouwen. Bij een poging Janine aan te randen, wordt hij alsnog doodgeschoten door Jack van Houten.
Als Rutger Goedhart in De Rozenboom verschijnt en verliefd wordt op Laura, is het meteen een stel en ze willen gaan trouwen. Rutger heeft Eepasa, een bedrijf dat door bomen kappen geld uitkeert. Maar in werkelijkheid steekt Rutger dit allemaal in zijn eigen zak. Bijna heel Meerdijk heeft erin geïnvesteerd. Dan wordt duidelijk dat Rutger de hele zaak flest. Laura gaat naar het nieuw gebouwde huis toe en probeert Rutger aan te vallen met een Lantaarn. Daarom wordt Laura er korte tijd van verdacht Rutger te hebben vermoord. In werkelijkheid heeft Sil Selmhorst, de zoon van Laura, Rutger vermoord. Na een aantal weken wordt dit duidelijk en Laura is verbaasd.

### Seizoen 22-30 (2011-2020)
In latere seizoenen wordt de rol van Laura minder belangrijk en centreert zich meer rondom verhaallijnen met Jef. Wanneer hij vermist raakt, gaat ze samen met Lorena naar hem op zoek en wordt ze vergiftigd door Tanya Dupont. In seizoen 25 zoent ze met Jef en raakt hun vriendschap in het slop door miscommunicatie. Wanneer Zeger Phillip van Zuylen-de Larrey haar dumpt in een vuilcontainer, redt Jef haar en worden ze weer vrienden. Enkele seizoenen later komen zowel Robert als Sil voor een korte tijd terug. Tot Laura's grote verdriet haalt Robert Jef over om De Koning te verkopen en samen een biologische wijnboerderij te gaan runnen in Frankrijk. Sil wordt vrij gelaten uit de gevangenis, maar besluit al gauw te gaan studeren en gaat op kamers in Utrecht. Dit betekent de start van de serie Nieuwe Tijden, waarin hij een van de hoofdrollen speelt. Ook Laura duikt daar enkele malen op in een gastrol. In seizoen 28 heeft ze last van een trauma door de brand in Boks en raakt ze door een reorganisatie haar baan in De Rozenboom kwijt. Het heeft echter meer weg van leeftijdsdiscriminatie en Laura heeft er veel moeite mee. Uiteindelijk krijgt ze een baan in De Koning. Ook de liefde komt weer op haar pad. Ze krijgt een relatie met Stanley, de vader van Bing. Dit loopt echter al snel stuk als ze ontdekt dat hij niet gelukkig is in Meerdijk. Hij pakt zijn spullen en vertrekt naar New Orleans om te gaan zingen in een jazzclub. Enkele jaren later ontfermt ze zich over Daan, die een alcoholverslaving heeft. Iets waar Laura zelf ook bekend mee is.

### Seizoen 31 (2020-2021)
Laura is verliefd op Henk Visser, die net in Meerdijk woont samen met zijn dochter en kleinkinderen. Henk wordt op Laura verliefd, maar Laura wil dat niet. Dan wordt Henk verliefd op de poetsvrouw van Ludo Sanders: Lydia Edel. Henk wil graag met Lydia een relatie, de twee zijn gelukkig. Laura wordt jaloers en doet er alles aan om hun uit elkaar te krijgen. Henk is er klaar mee, en zegt niks meer van Laura te willen weten. Uiteindelijk worden ze toch vrienden.
Maar Henk is toch niet meer gelukkig met Lydia en besloot de relatie te beëindigen. Henk blijft het maar verzwijgen omdat hij Lydia niet wil kwetsen. Henk gaat door met achter Laura aan te gaan.
Als Laura Expres Henk laat winnen, gaan ze op date. De date eindigt in een droom. Laura wil er onderuit komen en gaat weer met Linda Dekker praten. Na de date gaan Henk en Laura in het huis van Anton en Linda wonen.

### Alle relaties
- Robert Alberts (relatie/getrouwd 1973–92)
  - Dennis Alberts
  - Charlotte Alberts
- Daniël Daniël (affaire 1991)
- Jef Alberts (relatie 1993)
- Robert Alberts (relatie/getrouwd 1993–98)
  - Julian Verduyn (pleegzoon tussen 1996–1998)
- Tessel van Benthum (affaire 1994)
- Stan Nijholt (affaire 1995)
- Robert Alberts (relatie 1998–2000)
- Philip van Alphen (relatie 2000)
- Victor Donker (relatie 2001–02)
- Dennis Alberts (relatie/getrouwd 2002–04)
- Robert Alberts (one-night-stand 2003)
  - Sil Selmhorst
- Guus Tuinman (zoen 2005)
- Rutger Goedhart (relatie/verloofd 2010)
- Jef Alberts (zoen, 2015)
- Stanley Mauricius (relatie 2018)
- Henk Visser (relatie/getrouwd 2021–/2023–2025)